# Chemistry of Materials
Chemistry of Materials is een wetenschappelijk tijdschrift met peer review, dat wordt uitgegeven door de American Chemical Society. De naam wordt gewoonlijk afgekort tot Chem. Mat. Het tijdschrift publiceert fundamenteel onderzoek uit de materiaalkunde en de chemische technologie.
Chemistry of Materials werd opgericht in 1980. In 2017 bedroeg de impactfactor van het tijdschrift 9,890.